# Bel Olid
Bel Olid Báez (Mataró, Barcelona, 4 de octubre de 1977) es una persona profesional de la escritura y la traducción, y es docente de lengua, literatura, traducción y escritura creativa en idioma catalán. Ha recibido diversos premios literarios, entre ellos el Premio Documenta (2010). Ocupó la presidencia de la Asociación de Escritores en Lengua Catalana desde el 2015 hasta el 2022. Actualmente forma parte del profesorado de la Universidad de Chicago y trabaja en el área de lenguas románicas.

## Biografía
Nació en Mataró, se licenció en Traducción e Interpretación por la Universidad Autónoma de Barcelona en 1999 y desde entonces se dedicó a la traducción de libros y películas. Trabaja como docente de lengua y literatura desde 2005. En 2010 obtuvo el máster en Didáctica de la Lengua y la Literatura. Ha traducido al catalán del inglés, alemán, francés, italiano y castellano. Es miembro del grupo de investigación de literatura infantil y juvenil Gretel de la UAB.
En 2008 publicó el cuento "Estela, grita muy fuerte" para ayudar a prevenir el abuso infantil publicado por la editorial Fineo para la Asociación Rana (Red de Ayuda a Niños Abusados) de Baleares que recibió el premio Qwerty al mejor libro infantil.
En 2010 publicó en ensayo Les heroïnes contraataquen: models literaris contra l’universal masculí que recibió el premio Rovelló. 
En 2011 publicó su primera novela, Una terra solitària en el que retrata la inmigración andaluza en Cataluña junto a la identidad cultural, social y sexual de fondo y en la que también introduce la problemática del abuso sexual. En 2012 publicó La mala reputació (La mala reputación) premiado con el Roc Boronat de Narrativa 2013.
En octubre de 2014 presentó junto a los escritores Josep Maria Espinàs y Albert Sánchez Piñol el Manifiesto de escritores por la independencia firmado por más de 300 escritores a favor de la independencia de Cataluña.
En 2013 ganó la elección a la presidencia del CEATL (Consejo Europeo de Asociaciones de Traductores Literarios) y en marzo de 2015 asumió la presidencia de la Asociación de Escritores en lengua catalana en sustitución de Guillem-Jordi Graells.
Colabora con diversos medios de comunicación catalanes, entre ellos el diario Ara y las revistas culturales Tentacles y Núvol.
Para las elecciones autonómicas catalanas del 21 de diciembre de 2017, Bel Olid participa en las listas de la formación independentista de izquierdas CUP por Barcelona.

## Vida personal
Bel Olid se identifica como una persona no binaria y defiende el uso del lenguaje de género neutro. Utiliza el pronombre elli en catalán (equivalente a elle en castellano).

## Obra

### Libros
- ¡Estela, grita muy fuerte! (2008) Editorial Fineo
- Las heroínas contraatacan. Modelos literarios contra el universal masculino a la literatura infantil y juvenil (2011)
- Una tierra solitaria (2011)
- La mala reputación (2012)
- Feminisme de butxaca (2017)
- ¿Follamos? (2019)
- A contrapelo (2020)

### Traducciones
Del alemán al catalán
- 2005: Miko. He sido yo, madre! [Ich war's, Mama!] de Brigitte Weninger
- 2005: Miko. Viva, es mi aniversario! de Brigitte Weninger.

Del inglés al catalán
- 2002: Juego de nombres [Name Games] de Theresa Breslin
- 2005: Casa mía de Kenny Rettore
- 2005: A la cama! A la bañera! de Kenny Rettore
- 2005: Buenas noches, ratita [Little Mouse, Good Night] de Dugald Steer
- 2005: Te estimo, ratita [Little Mouse, Y Love You] de Dugald Steer
- 2006: Misión Silverfin [Silverfin] de Charles Higson
- 2006: Noche de fantasmas de Chris Mould
- 2006: Música experimental: de John Cage en adelante [Experimental Music. Cage and Beyond] de Michael Nyman
- 2006: Las estrellas del fútbol [David's Dream Team and Zini's Ajo-Stars] de Steve Smallman
- 2007: El callejón del miedo. de Chris Mould
- 2007: Ni pensar, Dragón!: títeres de dedo [Don't You Dare, Dragon!].  de Annie Kubler
- 2009: Un gorrió a la harina del panadero [Sparrow in the Baker's Dust] de Leroy Cardwell
- 2009: Feminismo e historia del arte. de Linda Nochlin
- 2009: El angus, pintallavis y morrejades [Angus, Thongs and Hoja-Frontal Snogging] de Louise Rennison
- 2012: Coco y Piu [Croc and Bird] de Alexis Deacon
- 2012: El hombre de la luna [The Man in the Moon] de William Joyce
- 2013: Vamos a cazar un oso [We're Going dónde a Bear Hunt] de Michael Rosen
- 2013: El gigante egoísta [The Selfish Giant] de Oscar Wilde
- 2021: Mig sol groc [Half of a yellow sun] de Chimamanda Ngozi Adichie
- 2021: Americanah [Americanah] de Chimamanda Ngozi Adichie

Del inglés al castellano
- 2001: Así sea [Sonido Mote It Be]. de Isobel Bird
- 2001: Criminales [Criminales: a Novel] de Margot Livesey
- 2003: ¿Qué ve, del derecho y del revés? [Y Spy]. de Walter Wick
- 2005: Gregor. La profecía del gris [Gregor and the Prophecy of Bane].  de Suzane Collins
- 2005: La lavadora de Lola [Wanda's Washing Machine] de Anna McQuinn
- 2006: Hasta luego, cocodrilo! [See You Later, Alligator!] de Annie Kubler
- 2006: Música experimental: de John Cage en adelante [Experimental Music. Cage and Beyond]. de Michael Nyman
- 2006: Los asnos del fútbol [David's Dream Team and Zini's Ajo-Stars].  de Steve Smallman
- 2007: Ni se te ocurra, dragón!: marionetas de dedo [Don't You Dare, Dragon!]. de Annie Kubler
- 2008: ¿Qué hora se, Lobo? [What's the Time, Mr. Wolf?]. de Annie Kubler

Del castellano al catalán
- 2006: Un dia a la platja [Un día de playa] de Violeta Denou
- 2006: Em disfresso! [¡Me disfrazo!] de Violeta Denou
- 2008: Habitacions tancades [habitaciones cerradas] de Care Santos
- 2010: Anem a veure el pare [Vamos a ver a papá!. de Lawrence Schimel
- 2011: Un avi, sí! [Un abuelo, sí!] de Nelson Ramos

Del catalán al castellano
- 2007: Cuentos y leyendas de África [Un meravellós llibre de contes de l'Àfrica per a nens i nenes] de Anna Soler-Pont

Del francés al catalán
- 2003: Dalí íntimo: dibujos, apuntes y palabras entre contemporáneos.
- 2009: Cosas que pasan [Rapport sur moi] de Grégoire Bouillier

Del francés al castellano
- 2004: Suspiro [Soupir] de Ananda Devi
- 2010: Larousse del bricolaje
- 2013: Balcones y terrazas
- 2013: Rosas

Del italiano al catalán
- 2013: Romanticidi [Romanticidio] de Carolina Cutolo

Del italiano al castellano
- 2013: Romanticidio [Romanticidio] de Carolina Cutolo

## Premios literarios
- 2009 — Premio QWERTY de Btv al mejor libro infantil (2009): Llama muy fuerte, Estela!.
- 2010 — Premio Documenta: Una terra solitària.[18]
- 2011 — Premio Rovelló de ensayo sobre literatura infantil y juvenil: Les heroïnes contraataquen: models literaris contra l'universal masculí.
- 2012 — Premio Roc Boronat: Celobert amb papallones [La mala reputació].[19]